# Tiku Kobiaschwili
Tiku Kobiaschwili (georgisch თიკუ კობიაშვილი; * 20. November 2002) ist eine georgische Fotografin und Filmemacherin aus Tiflis. Sie studierte Audiovisuelle Kunst am Georgian Institute of Public Affairs (GIPA) und schloss mit einem Bachelor ab. Anschließend begann sie eine Ausbildung zur Kameratechnikerin und Kameraassistentin.
Kobiaschwili veröffentlicht als Fotografin Bilder aus der Kulturszene in Tiflis.
Bereits ihre filmische Studienarbeit Zenitis Ambebi (Stories of Zenit) errang 2022 eine „Besondere Erwähnung“ bei einem Hochschulwettbewerb. Bei den Internationalen Filmfestspielen Berlin 2025 läuft Shinagani gazapkhulebis q’vaviloba (Inner Blooming Springs), ihr Abschlussfilm an der GIPA, als Weltpremiere in der Sektion Forum Special. Sie wurde auf der Berlinale mit der Filmemacherin Salomé Jashi und dem Literaturwissenschaftler und Publizisten Zaal Andronikashvili zu einer Paneldiskussion unter dem Thema „Filmemachen unter prekären politischen Bedingungen“ eingeladen.

## Filmografie
- 2021 Saq’inule (The Icebound), Kurzfilm
- 2022 Zenitis Ambebi (Stories of Zenit), Kurzfilm
- 2023 Skhivi Cdomili (Ignis Fatuus), Kurzfilm
- 2025 Shinagani gazapkhulebis q’vaviloba (Inner Blooming Springs), 43 Minuten, dokumentarische Form